# Apple Cider Vinegar
Apple Cider Vinegar è una miniserie televisiva australiana del 2025 ideata e scritta da Samantha Strauss e diretta da Jeffrey Walker. Basata sul libro The Woman Who Fooled the World di Beau Donelly e Nick Toscano, vede come protagoniste Kaitlyn Dever e Alycia Debnam-Carey e ha debuttato il 6 febbraio 2025 su Netflix.

## Trama
Ambientato agli inizi dei social media, segue due giovani donne australiane, Belle Gibson, influencer del wellness e Milla Blake, blogger, mentre decidono di curare i loro tumori attraverso un'alimentazione sana, il benessere e l'allenamento, influenzando i loro seguaci online. Ma le loro comunità virtuali non sono a conoscenza che a Belle non è mai stato diagnosticato il tumore che condivide sui social, sull'app mobile che ha sviluppato o nel suo libro di ricette.

## Puntate
| nº | Titolo originale | Titolo italiano | Pubblicazione   |
| -- | ---------------- | --------------- | --------------- |
| 1  | Toxic            | Tossicità       | 6 febbraio 2025 |
| 2  | Clean Sheets     | Lenzuola pulite | 6 febbraio 2025 |
| 3  | Pink Dolphins    | Delfini rosa    | 6 febbraio 2025 |
| 4  | Mama Aya         | Madre Aya       | 6 febbraio 2025 |
| 5  | Casseroles       | Sformati        | 6 febbraio 2025 |
| 6  | Tapeworm         | Tenia           | 6 febbraio 2025 |

## Produzione
La miniserie è stata creata da Samantha Strauss, anche nel ruolo di sceneggiatrice insieme a Anya Beyersdorf e Angela Betzien. I produttori esecutivi includono Strauss, Louise Gough, Liz Watts, Helen Gregory, Emile Sherman, Iain Canning e Kaitlyn Dever mentre la regia è stata affidata a Jeffrey Walker.
Per l'ispirazione della miniserie Strauss ha dichiarato: «È davvero interessante guardare come i media usano il cibo come arma contro di noi e quanto bramiamo il nutrimento, ma è una prerogativa costosa cercare di stare bene» e ha aggiunto: «[Con il titolo] volevo qualcosa che catturasse questa idea di speranza in una bottiglia e che potesse essere una protezione più grande di qualcosa che si riferisse solo a Belle.»

### Casting
La protagonista è l'attrice statunitense Kaitlyn Dever nel ruolo di Belle Gibson. Strauss, sulla scelta di ingaggiare un'attrice nativa dell'Arizona, ha affermato: 
«Il suo lavoro sull'accento è stato straordinario. È stata una masterclass guardare lei e Jenny Kent, la nostra accent coach.»
Il resto del cast è completamente australiano e include: Alycia Debnam-Carey, Aisha Dee, Tilda Cobham-Hervey, Ashley Zukerman, Mark Coles Smith, Susie Porter, Matt Nable, Phoenix Raei, Chai Hansen, Rick Davies, Kieran Darcy-Smith, Catherine McClements e Essie Davis.

### Riprese
Le riprese della miniserie sono iniziate nel dicembre 2023 a Melbourne.

## Distribuzione
La miniserie è stata interamente pubblicata sulla piattaforma di streaming Netflix il 6 febbraio 2025.

### Edizione italiana
La direzione del doppiaggio è a cura di Roberto Stocchi, su dialoghi di Marco Liguori e Federica Cappellanti, per conto di VSI Rome.

## Accoglienza

### Critica
La miniserie ha ricevuto recensioni positive dalla critica. Rotten Tomatoes riporta il 79% delle recensioni professionali positive, con un voto medio di 7,30 su 10 basato su 42 critiche. Il consenso critico del sito web indica: «Rivestendo il suo aspro racconto in una patina sdolcinata, l'accusa di Apple Cider Vinegar agli influencer ciarlatani trova un emblema memorabile nell'incisiva interpretazione di Kaitlyn Dever.» Metacritic, invece, ha assegnato un punteggio di 70 su 100 basato su 25 recensioni, indicando "recensioni generalmente favorevoli".

## Riconoscimenti
- 2025 – Astra TV Awards[8]
  - Candidatura alla miglior attrice in una miniserie o film TV a Kaitlyn Dever